# Pray for Me
«Pray for Me» — песня канадского певца The Weeknd и американского рэпера Кендрика Ламара из альбома саундтреков к супергеройскому фильму «Чёрная пантера» (2018) компании Marvel Studios. Песня была выпущена Top Dawg Entertainment, Aftermath Entertainment и Interscope Records 2 февраля 2018 года как третий и последний сингл альбома. Это вторая общая совместная работа двух артистов. Песня появляется в фильме во время сцены, где главный герой вместе со своими союзниками Накией и Окойе входит в подпольное казино в Пусане.

## Предыстория и выпуск
The Weeknd впервые намекнул на его причастность к альбому саундтреков к фильму «Черная пантера» в посте социальной сети Instagram, который он сделал 19 января 2018 года и содержал иллюстрацию супергероя Чёрной пантеры компании Marvel Comics, сидящего на дереве перед луной. 26 января 2018 года The Weeknd ещё раз намекнул на его причастность к саундтреку, когда загрузил официальный трейлер фильма «Черная пантера» в свой аккаунт в Instagram. Затем, 31 января 2018 года, Ламар подтвердил причастность Weeknd к созданию саундтрека, загрузив в свой аккаунт в Твиттере полный список треков саундтрека, который содержал песню «Pray for Me». 1 февраля 2018 года Weeknd загрузил на свой аккаунт в Твиттере видео, в котором назвал дату выхода песни «Pray for Me» в качестве третьего сингла саундтрека.

## Композиция
«Pray for Me» была написана в тональности ми минор.

## Приём
Алекс Роберт Росс из журнала Vice высоко оценил песню, назвав её «короткой, резкой и самораздирающей».

## Иск о нарушении авторских прав
В феврале 2020 года на Тесфайе и Ламара подала в суд ныне распавшаяся американская экспериментальная рок-группа Yeasayer за предполагаемый плагиат из-за вокального сходства с их песней 2007 года «All Hour Cymbals». Согласно иску, часть, якобы украденная из песни, включает «запись характерного хорового исполнения, которое истцы [Yeasayer] создали и записали, используя свои собственные голоса». Более того, Yeasayer утверждает, что «ответчики извлекли хоровое исполнение истцов из записи „Sunrise“, слегка изменили его, в том числе, по информации и убеждению, посредством последующей обработки, чтобы изменить высоту тона, среди прочих качеств», а затем использовали изменённое аудио в своей собственной песне. Обвиняемая сторона отвергла обвинения. Судебный процесс завершился в июле 2020 года, после того как Yeasayer отказались от иска.

## Кредиты и персонал
Кредиты и персонал были адаптированы из цифрового буклета.
- Кендрик Ламар — написание песен, ведущий вокал;
- The Weeknd — написание песен, ведущий вокал;
- Фрэнк Дюкс — написание песен, продюсирование;
- Док МакКинни — написание песен, производство, запись;
- Беатрис Артола — запись;
- Шин Камияма — запись;
- Майк Сонье — запись;
- Барри Маккриди — помощь в записи;
- Джейсен Джошуа — смешивание;
- Дэвид Накаджи — помощь в микшировании;
- Майк Боззи — мастеринг;
- Крис Атенс — мастеринг.

## Чарты
| Чарт (2018)                                | Высшая позиция |
| ------------------------------------------ | -------------- |
| Австралия (ARIA)                           | 9              |
| Австрия (Ö3 Austria Top 40)                | 32             |
| Бельгия/Фландрия (Ultratop 50)             | 22             |
| Бельгия/Валлония (Ultratop 50)             | 39             |
| Канада (Billboard Canadian Hot 100)        | 5              |
| Канада (Billboard CHR/Top 40)              | 1              |
| Канада (Billboard Hot AC)                  | 16             |
| Colombia (National-Report)                 | 63             |
| Чехия (Rádio — Top 100)                    | 57             |
| Дания (Tracklisten)                        | 6              |
| Европа (Billboard Euro Digital Song Sales) | 14             |
| Ecuador (National-Report)                  | 95             |
| Финляндия (Suomen virallinen lista)        | 9              |
| Франция (SNEP)                             | 44             |
| Германия (GfK)                             | 24             |
| Greece (IFPI)                              | 4              |
| Венгрия (Single Top 40)                    | 36             |
| Венгрия (Stream Top 40)                    | 10             |
| Ирландия (IRMA)                            | 12             |
| Италия (FIMI)                              | 72             |
| Lebanon (OLT20)                            | 2              |
| Mexico Airplay (Billboard)                 | 34             |
| Нидерланды (Dutch Top 40)                  | 14             |
| Нидерланды (Single Top 100)                | 22             |
| Новая Зеландия (Recorded Music NZ)         | 12             |
| Норвегия (VG-lista)                        | 6              |
| Португалия (AFP)                           | 10             |
| Шотландия (OCC Scotland)                   | 19             |
| Словакия (Rádio — Top 100)                 | 37             |
| Испания (PROMUSICAE)                       | 84             |
| Швеция (Sverigetopplistan)                 | 4              |
| Швейцария (Schweizer Hitparade)            | 21             |
| Великобритания (OCC UK Singles)            | 11             |
| Великобритания (OCC UK Hip Hop/R&B)        | 5              |
| США (Billboard Hot 100)                    | 7              |
| США (Billboard Adult Pop Airplay)          | 31             |
| США (Billboard Dance Club Songs)           | 47             |
| США (Billboard Dance/Mix Show Airplay)     | 4              |
| США (Billboard Hot R&B/Hip-Hop Songs)      | 4              |
| США (Billboard Pop Airplay)                | 3              |
| США (Billboard R&B/Hip-Hop Airplay)        | 19             |
| США (Billboard Rhythmic)                   | 1              |

| Чарт (2018)                           | Позиция |
| ------------------------------------- | ------- |
| Australia (ARIA)                      | 71      |
| Canada (Canadian Hot 100)             | 33      |
| Denmark (Tracklisten)                 | 75      |
| Iceland (Plötutíóindi)                | 16      |
| Netherlands (Dutch Top 40)            | 81      |
| Portugal (AFP)                        | 107     |
| US Billboard Hot 100                  | 40      |
| US Dance/Mix Show Airplay (Billboard) | 24      |
| US Hot R&B/Hip-Hop Songs (Billboard)  | 19      |
| US Mainstream Top 40 (Billboard)      | 23      |
| US Rhythmic (Billboard)               | 8       |

## Сертификаты
| Регион | Сертификация  | Продажи   |
| --- | ------------- | --------- |
| Австралия (ARIA) | Платиновый    | 70 000    |
| Канада (Music Canada) | 3× Платиновый | 240 000   |
| Дания (IFPI Danmark) | Платиновый    | 90 000    |
| Франция (SNEP) | Золотой       | 100 000   |
| Новая Зеландия (RMNZ) | Золотой       | 15 000    |
| Швеция (GLF) | Платиновый    | 8 000 000 |
| Великобритания (BPI) | Платиновый    | 600 000   |
| США (RIAA) | 2× Платиновый | 2 000 000 |
| Данные о продажах + прослушиваниях приведены только на основе сертификации. · Данные только о прослушиваниях приведены на основе сертификации. |               |           |

## История выпусков
| Регион         | Дата            | Формат                                    | Лейбл(-ы)                       | Прим.  |
| -------------- | --------------- | ----------------------------------------- | ------------------------------- | ------ |
| США            | 2 февраля, 2018 | Цифровое скачивание Потоковое мультимедиа | Top Dawg Aftermath Interscope   | [ 75 ] |
| Великобритания | 2 февраля, 2018 | Современная ритмика                       | Top Dawg XO Republic Interscope | [ 76 ] |
| США            | 6 февраля, 2018 | Современная ритмика                       | Top Dawg XO Republic Interscope | [ 77 ] |
| США            | 6 февраля, 2018 | Contemporary hit radio                    | Top Dawg XO Republic Interscope | [ 78 ] |
| Великобритания | 9 февраля, 2018 | Contemporary hit radio                    | Top Dawg XO Republic Interscope | [ 79 ] |
| Италия         | 2 марта, 2018   | Contemporary hit radio                    | Universal                       | [ 80 ] |